# Everything’s Gonna Be Alright (Naughty by Nature-dal)
Az Everything's Gonna Be Alright című dal, a Naughty by Nature rap csapat második kislemeze a Naughty by Nature című albumról. A dal eredetijét Bob Marley adta elő No Woman, No Cry címmel, valamint a Boney M szintén feldolgozta a dalt.
A dal nem volt olyan sikeres, mint a debütáló kislemez az O.P.P., de a Billboard Hot 100-as lista 53. és a Hot Rap kislemezlista 9. helyéig jutott a dal.

## Tracklista

### A-oldal
1. "Everything's Gonna Be Alright" (LP Version)- 4:51
2. "Everything's Gonna Be Alright" (Radio Mix)- 4:14

### B-oldal
1. "O.P.P." (Live)- 6:15
2. "Everything's Gonna Be Alright" (Everything's OK)- 4:50
3. "Everything's Gonna Be Alright" (Everything's OK Instrumental)- 4:14

## Slágerlista
| Slágerlista                           | Helyezés |
| ------------------------------------- | -------- |
| U.S. Billboard Hot 100                | # 53     |
| U.S. R&B / Hip-Hop                    | # 12     |
| Hot Rap kislemezek                    | # 9      |
| Hot Dance Music/Maxi-Singles eladások | # 8      |

## Külső hivatkozások
- A kislemez a Discogs.com oldalán[3]
- A dal szövege[4]